# San Michele Salentino
San Michele Salentino è un comune italiano di 6 033 abitanti della provincia di Brindisi in Puglia.

## Storia
Nei primi decenni del XVII secolo, Michele Vaaz de Andrada, conte di Mola e barone di San Donato, creò attorno a una masseria preesistente un piccolo villaggio popolandolo con novanta famiglie di emigrati dalla Schiavonia (penisola balcanica). Per tale ragione, ancora fino a qualche decennio fa era San Michele Salentino era detto anche Massarianova.
Alla morte di Michele (1623) il possedimento passò alla nipote Fiorenza, che sposò il cugino Emanuele Vaaz de Andrada; questi ereditò il titolo di conte di Mola e duca di Casamassima. Il feudo passò nelle mani del figlio Michele e, alla sua morte (1696), al primogenito Francesco (1677-1751) il quale non lasciò eredi.
La proprietà della Massarianova tornò quindi alla Regia Corte, che la rivendette subito ad Annibale Sisto y Britto, duca del contiguo paese di Ceglie. La storia di San Michele Salentino seguì quindi quella del più popoloso centro di Ceglie, fino alla soppressione della feudalità, con decreto di Giuseppe Bonaparte del 2 agosto 1806.
Nei decenni successivi, parve più razionale aggregare il piccolo insediamento al comune di San Vito degli Schiavoni (oggi San Vito dei Normanni), i collegamenti verso il quale erano più agevoli di quelli per Ceglie. In tale circostanza giocarono un ruolo di rilievo i principi Dentice di Frasso.
La crescita demografica del centro registratasi nel XX secolo, è dovuta allo stanziamento in questi territori di varie famiglie provenienti dalla vicina Ceglie Messapica, l'influenza del centro messapico è chiara se si pensi al dialetto del centro salentino il cui vocabolario e cadenza risulta pressoché coincidente.
Nell'agosto del 1839 il principe Francesco Dentice di Frasso (figlio di quel Gerardo che alla fine del Settecento aveva costruito la Masseria San Michele in una proprietà di ben 389 ettari) costituì nei suoi possedimenti un agglomerato urbano concedendo a 61 coloni alcuni suoi terreni nelle contrade San Michele e Aieni: questo può considerarsi a buon diritto l'atto di fondazione del paese
La contrada di San Michele, ancora dipendente dal comune di San Vito, ebbe un suo cimitero nel 1876 ed una nuova chiesa fu edificata nel 1882 (costituita in parrocchia nel 1901).
La popolazione di San Michele tuttavia chiese insistentemente che il paese fosse reso autonomo anche da San Vito, ma il contenzioso (accompagnato da turbolenze e violenze negli anni 1912-1913) ebbe termine solo il 25 ottobre 1928, quando si provvide alla costituzione del comune, che fu il ventesimo della provincia di Brindisi.
Nella stessa circostanza il nome mutò in San Michele Salentino, allo scopo di garantire la distinzione da altri centri intitolati all'arcangelo Michele.

### Simboli
Lo stemma e il gonfalone del comune di San Michele Salentino sono stati concessi con regio decreto del 13 marzo 1930.
Riprende elementi e smalti presenti nello stemma araldico della famiglia Dentice del Pesce, conti di Frasso, proprietaria un tempo della maggior parte del territorio del comune (d'azzurro, al pesce dentice curvo d'oro; colla bordura composta d'argento e di rosso di sedici pezzi).
Il gonfalone è un drappo di azzurro.

## Società

### Evoluzione demografica
Abitanti censiti

### Etnie e minoranze straniere
Secondo i dati ISTAT al 31 dicembre 2014 la popolazione straniera residente era di 246 persone (111 maschi e 135 femmine) pari al 3,85% della popolazione residente. Le nazionalità maggiormente rappresentate in base alla loro percentuale sul totale della popolazione residente erano:
- Albanesi 20 0,31%
- Romania 118 1,84%
- Marocco 75 1,18%

## Cultura

### Cucina
Il "fico mandorlato di San Michele Salentino", una dolce tradizionale preparato con varietà locali di mandorle (tra cui le cultivar Riviezzo o Cegliese, Bottari o Genco, Sciacallo, Tondina, Sepp d'Amic) e fichi, è presidio Slow Food.

## Economia
Il centro è famoso per la sua vocazione alla vendita di auto usate: presenta il più alto rapporto concessionari-abitanti d'Europa.

## Amministrazione
Di seguito è presentata una tabella relativa alle amministrazioni che si sono succedute in questo comune.
| Periodo          | Periodo          | Primo cittadino       | Partito                    | Carica      | Note   |
| ---------------- | ---------------- | --------------------- | -------------------------- | ----------- | ------ |
| 9 settembre 1987 | 21 marzo 1990    | Vincenzo Vacca        | Partito Comunista Italiano | Sindaco     | [ 10 ] |
| 21 marzo 1990    | 17 agosto 1992   | Michele Epifani       | Democrazia Cristiana       | Sindaco     | [ 10 ] |
| 24 agosto 1992   | 7 giugno 1993    | Alessandro Torroni    | Democrazia Cristiana       | Sindaco     | [ 10 ] |
| 7 giugno 1993    | 29 novembre 1993 | Alessandro Ghezzani   |                            | Comm. pref. | [ 10 ] |
| 29 novembre 1993 | 17 novembre 1997 | Sebastiano Argentiero | lista civica               | Sindaco     | [ 10 ] |
| 17 novembre 1997 | 28 maggio 2002   | Sebastiano Argentiero | centro-sinistra            | Sindaco     | [ 10 ] |
| 28 maggio 2002   | 29 maggio 2007   | Alessandro Torroni    | Forza Italia               | Sindaco     | [ 10 ] |
| 29 maggio 2007   | 8 maggio 2012    | Alessandro Torroni    | cdl                        | Sindaco     | [ 10 ] |
| 8 maggio 2012    | 11 giugno 2017   | Pietro Epifani        | lista civica               | Sindaco     | [ 10 ] |
| 11 giugno 2017   | in carica        | Giovanni Allegrini    | lista civica               | Sindaco     | [ 10 ] |